# David Massé
Pour l’article homonyme, voir Massé.
David Massé (né le 2 décembre 1982 à Montréal, dans la province de Québec au Canada) est un joueur professionnel canadien de hockey sur glace.

## Carrière de joueur
Après une excellente dernière saison dans les rangs juniors avec les Remparts de Québec, il signe son premier contrat professionnel avec les Bears de Hershey de la Ligue américaine de hockey. Par contre, il joua la majorité des parties avec le club-école de ces derniers, les Royals de Reading de la East Coast Hockey League.
Il passe la saison 2005-2006 dans la LAH avec les Sound Tigers de Bridgeport.
La saison suivante, il joue dans la Ligue centrale de hockey avec les Oilers de Tulsa et les Killer Bees de Rio Grande Valley.
Au milieu de la saison 2007-2008, il revient au Canada, alors qu'il se joint à l'Isothermic de Thetford Mines de la Ligue nord-américaine de hockey.
Le 29 août 2011 il est échangé au Wild de Windsor en compagnie de Nicolas Corbeil, Guillaume Veilleux et les droits sur l'attaquant Toby Lafrance. En retour, Jean-François Laplante, Andrew Sharp, Éric Faille et Frédéric Bélanger passent à l'Isothermic. Il ne se joint cependant pas à l'équipe et le 25 octobre, il est échangé en compagnie de Olivier Legault et Maxime Joyal aux Marquis de Saguenay.
Le 9 juin 2013 il est réclamé par les Braves de Valleyfield lors du repêchage d'expansion. Le 11 juillet il signe un contrat avec l'équipe.

## Statistiques
| Saison    | Équipe                           | Ligue          |    | Saison régulière | Saison régulière | Saison régulière | Saison régulière | Saison régulière |   | Séries éliminatoires | Séries éliminatoires | Séries éliminatoires | Séries éliminatoires | Séries éliminatoires |
| Saison    | Équipe                           | Ligue          | PJ | B                | A                | Pts              | Pun              | PJ               | B | A                    | Pts                  | Pun                  |                      |                      |
| 1999-2000 | Tigres de Victoriaville          | LHJMQ          | 2  | 0                | 0                | 0                | 0                | -                | - | -                    | -                    | -                    |                      |                      |
| 2000-2001 | Tigres de Victoriaville          | LHJMQ          | 14 | 1                | 0                | 1                | 6                | -                | - | -                    | -                    | -                    |                      |                      |
| 2000-2001 | Remparts de Québec               | LHJMQ          | 28 | 14               | 8                | 22               | 20               | 4                | 1 | 0                    | 1                    | 22                   |                      |                      |
| 2001-2002 | Remparts de Québec               | LHJMQ          | 72 | 20               | 23               | 43               | 137              | 9                | 4 | 1                    | 5                    | 22                   |                      |                      |
| 2002-2003 | Remparts de Québec               | LHJMQ          | 70 | 50               | 48               | 98               | 125              | 11               | 6 | 10                   | 16                   | 6                    |                      |                      |
| 2003      | Remparts de Québec               | Coupe Memorial | -  | -                | -                | -                | -                | 3                | 2 | 1                    | 3                    | 6                    |                      |                      |
| 2003-2004 | Royals de Reading                | ECHL           | 53 | 14               | 33               | 47               | 128              | 14               | 6 | 8                    | 14                   | 10                   |                      |                      |
| 2003-2004 | Bears de Hershey                 | LAH            | 19 | 4                | 5                | 9                | 8                | -                | - | -                    | -                    | -                    |                      |                      |
| 2004-2005 | Royals de Reading                | ECHL           | 25 | 8                | 11               | 19               | 31               | 7                | 1 | 1                    | 2                    | 12                   |                      |                      |
| 2004-2005 | Bears de Hershey                 | LAH            | 46 | 12               | 8                | 20               | 23               | -                | - | -                    | -                    | -                    |                      |                      |
| 2005-2006 | Sound Tigers de Bridgeport       | LAH            | 71 | 17               | 14               | 31               | 51               | 7                | 0 | 2                    | 2                    | 6                    |                      |                      |
| 2006-2007 | Oilers de Tulsa                  | LCH            | 31 | 20               | 19               | 39               | 71               | -                | - | -                    | -                    | -                    |                      |                      |
| 2006-2007 | Killer Bees de Rio Grande Valley | LCH            | 30 | 17               | 21               | 38               | 38               | 5                | 1 | 0                    | 1                    | 13                   |                      |                      |
| 2007-2008 | Killer Bees de Rio Grande Valley | LCH            | 13 | 5                | 7                | 12               | 11               | -                | - | -                    | -                    | -                    |                      |                      |
| 2007-2008 | Isothermic de Thetford Mines     | LNAH           | 26 | 13               | 19               | 32               | 8                | 7                | 4 | 8                    | 12                   | 12                   |                      |                      |
| 2008-2009 | Isothermic de Thetford Mines     | LNAH           | 36 | 14               | 20               | 34               | 66               | 13               | 5 | 7                    | 12                   | 8                    |                      |                      |
| 2009-2010 | Isothermic de Thetford Mines     | LNAH           | 35 | 22               | 22               | 44               | 64               | 6                | 4 | 9                    | 13                   | 8                    |                      |                      |
| 2010-2011 | Isothermic de Thetford Mines     | LNAH           | 25 | 17               | 16               | 33               | 27               | 11               | 7 | 8                    | 15                   | 42                   |                      |                      |
| 2011-2012 | Marquis de Saguenay              | LNAH           | 33 | 27               | 24               | 51               | 40               | 6                | 2 | 1                    | 3                    | 19                   |                      |                      |
| 2012-2013 | Marquis de Jonquière             | LNAH           | 18 | 4                | 9                | 13               | 33               | -                | - | -                    | -                    | -                    |                      |                      |
| 2013-2014 | Braves de Valleyfield / Laval    | LNAH           | 16 | 6                | 10               | 16               | 24               | 3                | 0 | 0                    | 0                    | 26                   |                      |                      |
| 2014-2015 | Prédateurs de Laval              | LNAH           | 23 | 21               | 14               | 35               | 27               | 3                | 1 | 2                    | 3                    | 0                    |                      |                      |
| 2015-2016 | Prédateurs de Laval              | LNAH           | 28 | 12               | 12               | 24               | 50               | 13               | 8 | 7                    | 15                   | 59                   |                      |                      |
| 2016-2017 | Prédateurs de Laval              | LNAH           | 34 | 17               | 17               | 34               | 73               | 5                | 1 | 1                    | 2                    | 12                   |                      |                      |
| 2017-2018 | Éperviers de Sorel-Tracy         | LNAH           | 25 | 14               | 17               | 31               | 44               | 4                | 5 | 2                    | 7                    | 4                    |                      |                      |
| 2018-2019 | Éperviers de Sorel-Tracy         | LNAH           | 7  | 5                | 3                | 8                | 4                | 16               | 9 | 5                    | 14                   | 16                   |                      |                      |
| 2019-2020 | Éperviers de Sorel-Tracy         | LNAH           | 24 | 11               | 13               | 24               | 28               | -                | - | -                    | -                    | -                    |                      |                      |
|           |                                  |                |    |                  |                  |                  |                  |                  |   |                      |                      |                      |                      |                      |
| 2021-2022 | Éperviers de Sorel-Tracy         | LNAH           | 17 | 3                | 8                | 11               | 24               | 14               | 4 | 3                    | 7                    | 41                   |                      |                      |
| 2022-2023 | Éperviers de Sorel-Tracy         | LNAH           | 3  | 1                | 1                | 2                | 2                | -                | - | -                    | -                    | -                    |                      |                      |
| 2022-2023 | Pétroliers du Nord               | LNAH           | 20 | 4                | 10               | 14               | 92               | -                | - | -                    | -                    | -                    |                      |                      |

## Trophées et honneurs personnels
- Saison 2002-2003 de la LHJMQ : reçoit la Plaque Karcher remise à la personne ayant la meilleure implication dans la communauté et participe à la Coupe Memorial avec les Remparts de Québec.

## Projet Magot et Mastiff
David Pépin-Massé fut arrêté lors de l'opération policière de l'Escouade Régionale Mixte (ERM) le 19 novembre 2015. Accusé de trafic de drogue, il est libéré sous caution et obtient l'autorisation de jouer les matchs de son équipe.